# 观音洞水月亭
观音洞水月亭位于中国浙江省宁波市鄞州区东吴镇天童国家森林公园内，为天然洞穴，因传说观音大士曾在此岩上现身而得名，洞口向东，南侧崖壁上刻有“观音洞”三字，民国时期于洞内兴建六角亭，亭名“水月亭”，洞前平台靠崖处南侧有水泥栏，有青石台阶与登山道相连，是天童寺重要的组成部分，2010年9月公布为鄞州区文物保护单位。